# Облога Дамаска (1148)

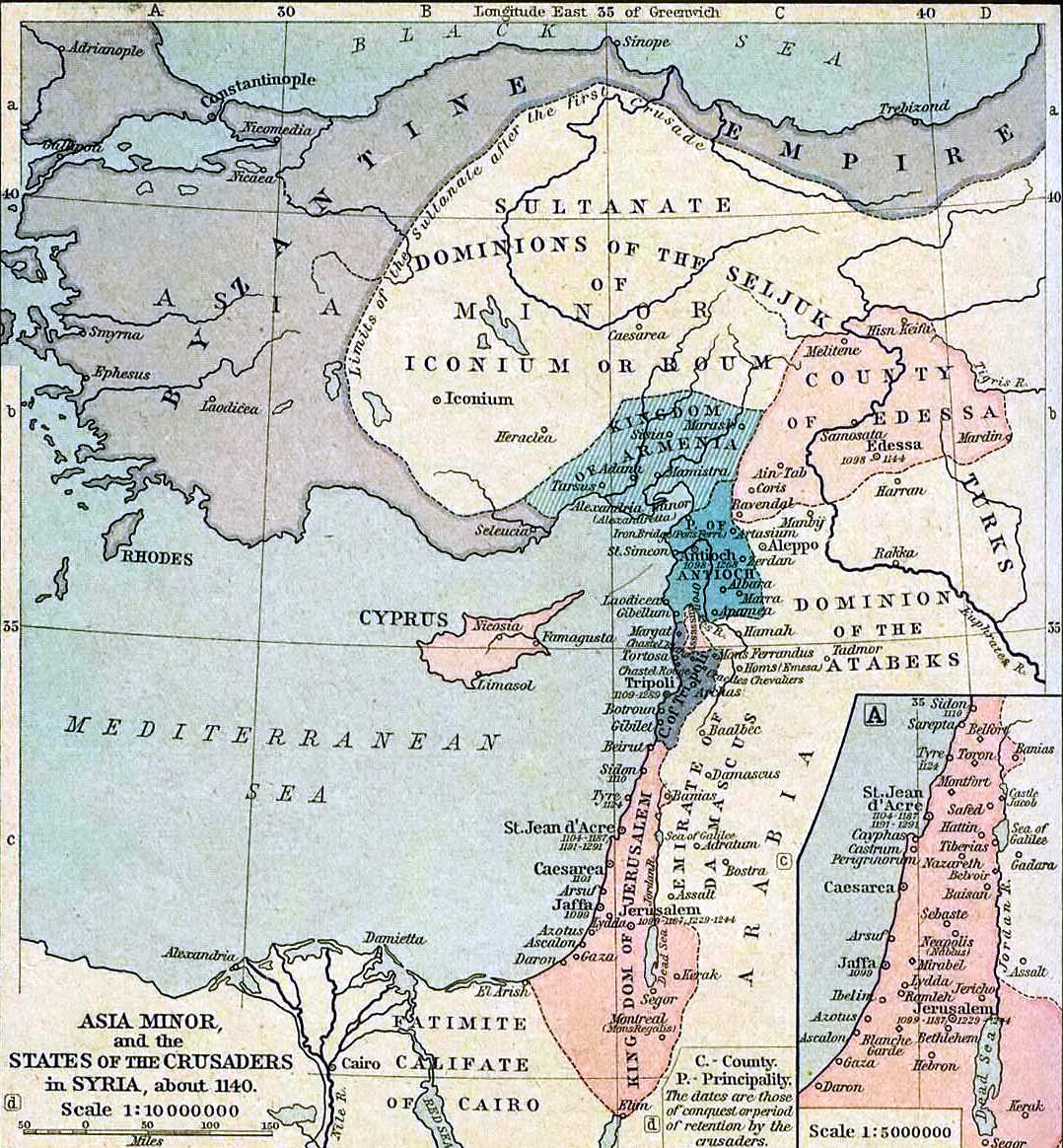
Станом на 1140 рік

33°30′44″ пн. ш. 36°17′54″ сх. д. / 33.512222222222° пн. ш. 36.298333333333° сх. д.
Облога Дамаска — облога, розпочата хрестоносцями під час Другого хрестового походу, що тривала чотири дні і закінчилася поразкою хрестоносців.

## Причини
Першочергово планувалось відвоювати Едесу, але явною причиною було збільшення земельних володінь Єрусалимського королівства.